# Louis Putman
Aloysius Maria (Louis) Putman (Amsterdam, 17 september 1923 –  aldaar, 21 augustus 2013) was een Nederlands antiquaar, boekenverzamelaar, prentbriefkaartenverzamelaar en auteur.
Putman werd geboren als zoon van de kruidenier Franciscus Petrus Antonius Josef Maria Putman, en Anna Margaretha Maria Westhof. Hij werkte aanvankelijk als liftboy en wilde in 1938 bloemist worden. Tijdens de Tweede Wereldoorlog werkte hij in de Wieringermeerpolder, en na de oorlog was hij werkzaam als administratief medewerker en afdelingschef bij verzekeringsbedrijf NedLloyd.
Vanaf 1953 werkte hij voor het Antiquariaat Schuhmacher van Max en Wilma Schumacher waar hij de administratie deed en zich bezighield met het stencilen van de catalogi. In 1970 begon hij zelf een antiquariaat, aanvankelijk vanuit zijn woning, en later aan de Prinsengracht. In 1985 verhuisde hij met zijn winkel naar het Rusland. Van huis uit zelf verzamelaar werd hij de leverancier voor andere verzamelaars van onder andere prentbriefkaarten, judaïca, topografie en literatuur.
Putman werd vooral bekend door zijn medewerking aan het aan vergeten literatuur en uitgevers uit het verleden gewijde tijdschrift Uitgelezen Boeken, dat hij in 1977 samen met drukker Jan de Jong oprichtte. Putman en De Jong lieten eerst drie proefnummers verschijnen en pas in 1981 verscheen het eerste officiële nummer. Tot en met 2009 zijn er 34 nummers verschenen. Een aantal ervan werd geschreven of geredigeerd door Putman. Nummer 1 van de vierde jaargang 1989 van Uitgelezen Boeken bestond, ter ere van Putmans 65e verjaardag, uit artikelen geschreven door zijn vrienden en bekenden.

Als uitgever liet hij in 1999 de bundel Mijn belijdend lied (31 gedichten) van Jacob Israël de Haan in een kleine oplage verschijnen.
Putman overleed een maand voor zijn 90e verjaardag in het Amsterdamse verzorgingstehuis () Flesseman. Begin 2013 had hij zijn verzameling Amsterdamse prentbriefkaarten geschonken aan de afdeling Bijzondere Collecties van de Universiteit van Amsterdam.